# Rundblättriges Knabenkraut
Das Rundblättrige Knabenkraut (Galearis rotundifolia, Syn.: Amerorchis rotundifolia), auch Einblattorchis genannt (hier besteht Verwechslungsgefahr mit dem Kleinblütigen Einblatt (Malaxis monophyllos)), ist eine Art der Gattung Galearis innerhalb der Familie der Orchideen (Orchidaceae). Sie hat ein großes Verbreitungsgebiet, hauptsächlich in der borealen Zone Nordamerikas.

## Beschreibung

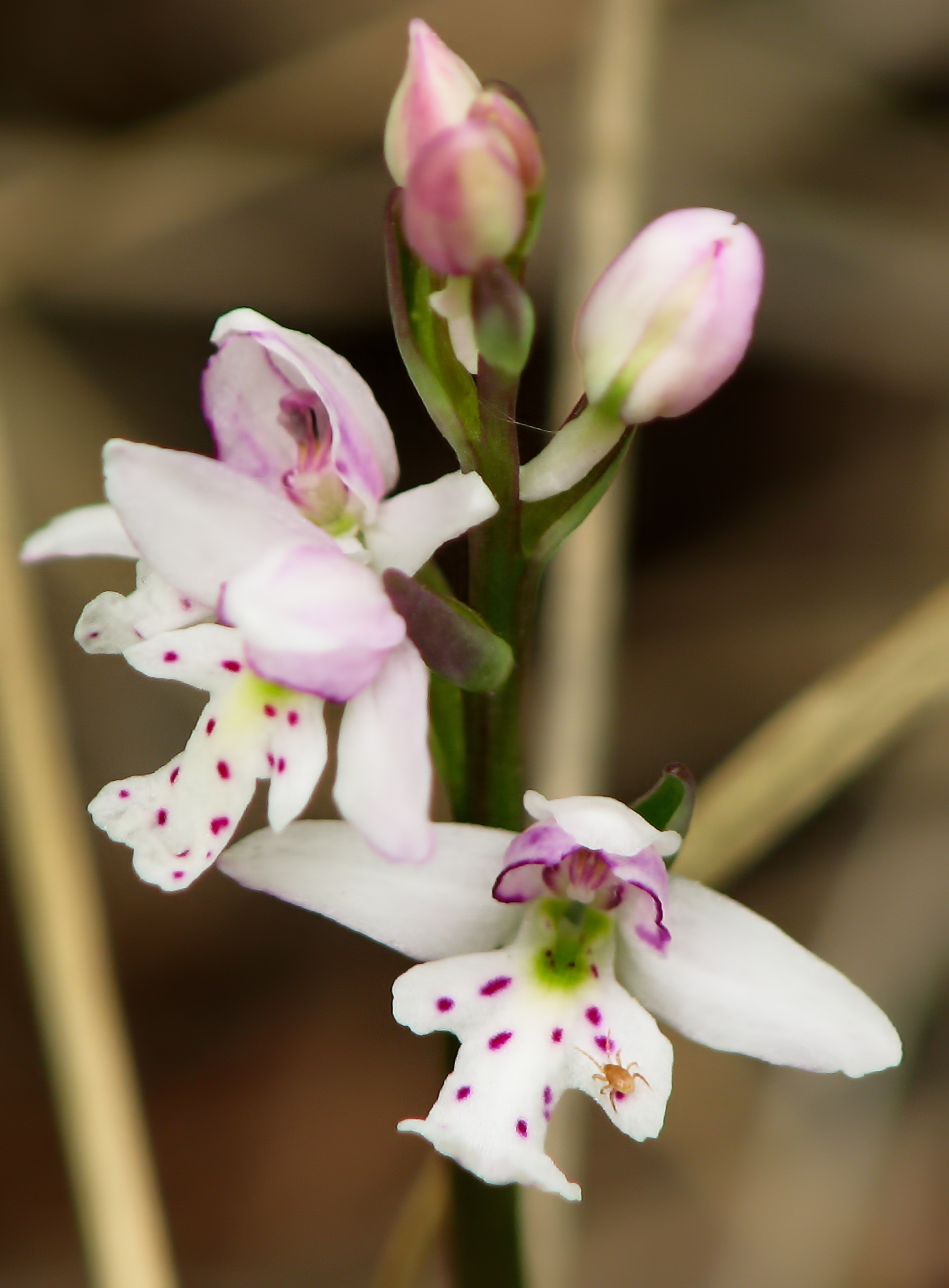
Blütenstand mit zygomorphen Blüten

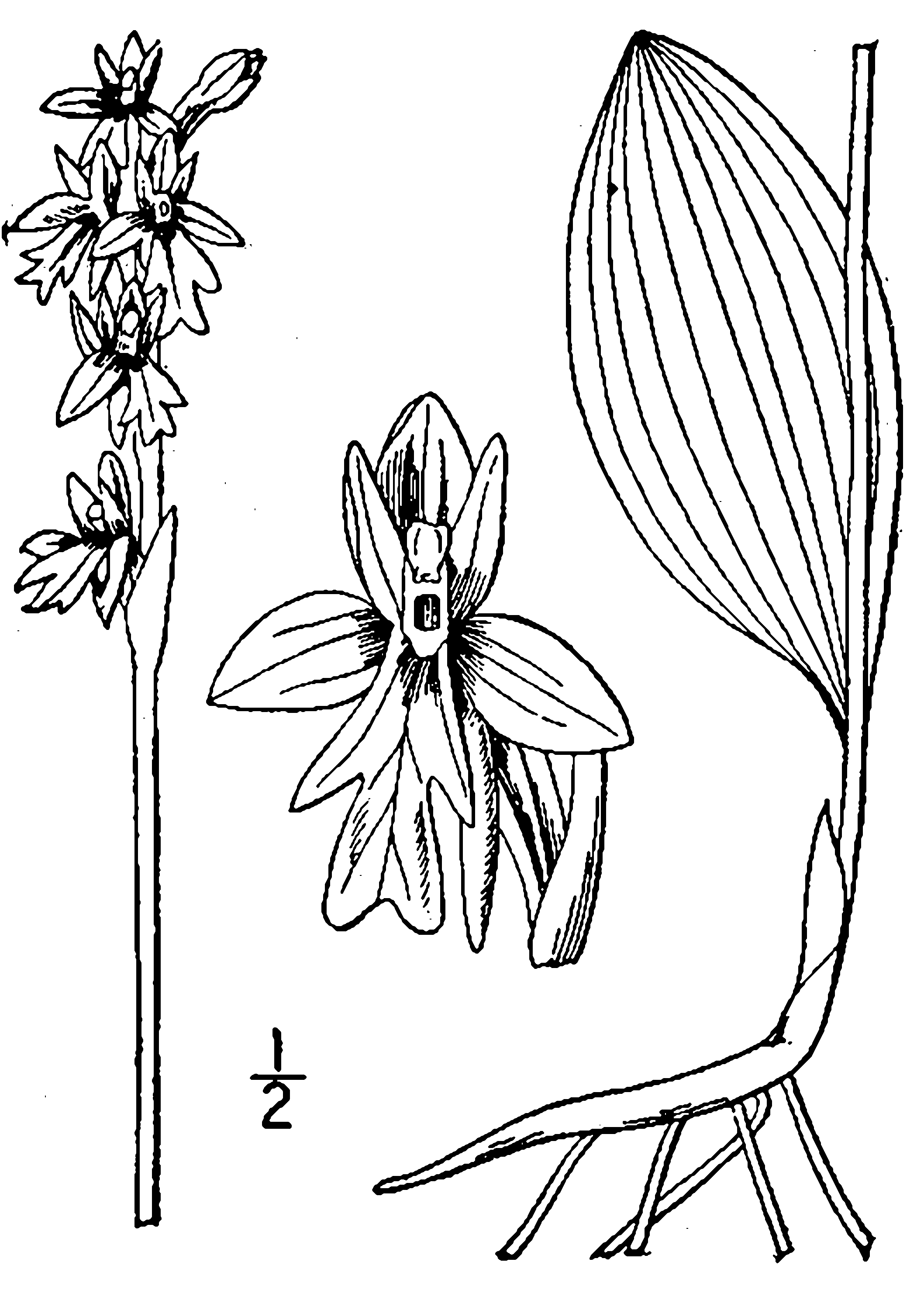
Illustration

### Vegetative Merkmale
Beim Rundblättrigen Knabenkraut handelt sich um relativ kleine, ausdauernde, krautige Pflanze, die Wuchshöhen von 10 bis 35 Zentimetern erreicht. An einem dünnen, verzweigten unterirdischen Rhizom sitzen verteilt die schlanken, fleischigen Wurzeln. Der Stängel trägt ein einzelnes Laubblatt, unterhalb dieses sitzen einige den Stängel umhüllende Niederblätter.
Das stumpf-grüne, oft etwas gelblich-grüne  Laubblatt ist bei einer Länge von 3 bis 11 Zentimetern sowie einer Breite von 2 bis 8 Zentimetern rundlich bis länglich-eiförmig geformt. Die Spreitenspitze ist stumpf bis gerundet, die Spreitenbasis läuft keilförmig zu und umfasst den Stängel. Die Textur des Blatts ist etwas fleischig, in der Knospe ist es längs der Mittelrippe gefaltet.

### Generative Merkmale
Die Blütezeit beginnt in Nordamerika ab März und reicht in Grönland von Juni bis August. Der endständige, leicht einseitswendige, traubige Blütenstand ist kahl und trägt im oberen Bereich bis zu 16 resupinierte Blüten. Die Tragblätter sind lanzettlich, zugespitzt, sie messen 7 bis 15 Millimeter Länge und 3 bis 5 Millimeter Breite.
Der etwa 1 Zentimeter lange Fruchtknoten ist kurz gestielt. Die Blütenhüllblätter sind weiß, rosa- oder hell purpurfarben, die Lippe weiß oder hellrosa mit purpurfarbenen Punkten. Die Sepalen sind bei einer Länge von 6 bis 10 Millimetern eiförmig; die seitlichen stehen waagrecht ab, während das mittlere Sepal – dieses ist etwas breiter und kürzer – konkav über die Säule geneigt ist. Die Petalen sind schmaler und kleiner als die äußeren Blütenhüllblätter, sie liegen seitlich dem mittleren Sepal an und formen mit diesem eine Haube über der Blüte. Die Lippe bildet an der Basis einen schmalen, leicht gekrümmten, etwa 5 Millimeter langen Sporn. Die Spreite der Lippe ist flach ausgebreitet und dreilappig, sie misst etwa einen Zentimeter. Die seitlichen Lappen sind klein, der mittlere Lappen an der Spitze kurz eingebuchtet, der Rand glatt oder leicht gekräuselt. Die Säule ist mit 3 bis 4 Millimeter Länge und etwa 2 Millimeter Breite recht kurz. Das Staubblatt enthält zwei Pollinien, jedes mit einer Klebscheibe (Viscidium) versehen. Beide Viscidien stecken in einer gemeinsamen, zweilappigen Tasche (Bursicula). Die Narbe ist bohnen- bis herzförmig, die Bursicula befindet sich in der Mitte der Narbenfläche, so dass sie seitlich von der Narbe umgeben wird. 
Die aufrecht stehenden Kapselfrüchte sind bei einer Länge von etwa 1,5 Zentimetern sowie einem Durchmesser von etwa 0,5 Zentimetern ellipsoid geformt.
Die Chromosomenzahl beträgt 2n = 42.

## Vorkommen
Das Rundblättrige Knabenkraut ist in Nordamerika verbreitet. Es wächst hauptsächlich in Kanada und Alaska, nur wenige Populationen befinden sich in den USA südlich der Kanadischen Grenze. Einige Vorkommen finden sich im Südwesten Grönlands. Vertikal ist es in Nordamerika in Höhenlagen von 0 bis 1200 Metern verbreitet, in Grönland nur bis 100 Metern.
Hauptsächlich besiedelt es die boreale Zone und die südliche Tundra. Im Norden des Verbreitungsgebietes kommt es in offenen Situationen vor und besiedelt auch trockenere Stellen, im Süden beschränkt sich das Habitat auf kühle, feuchte Nadelwälder. Die besiedelten Böden enthalten meist Kalkstein. In Grönland gedeiht die Art in Zwergstrauchheiden mit der Silberwurz, in sumpfigen, moosreichen Senken mit Weiden oder Zwergbirken.

## Systematik und botanische Geschichte
Die Erstbeschreibung erfolgte 1813 (1814) unter dem Namen (Basionym) Orchis rotundifolia durch Joseph Banks in Frederick Traugott Pursh: Flora Americae Septentrionalis; or, ..., Band 2, Seite 588. Das Artepitheton rotundifolia bedeutet rundblättrig. Eric Hultén stellte 1968 (1967) die Gattung Amerorchis in Arkiv för Botanik, neue Serie, Band 7, Teil 1, Seite 34 auf mit Amerorchis rotundifolia (Banks ex Pursh) Hultén als einziger Art. Der Gattungsname Amerorchis setzt sich zusammen aus Amer für Amerika und Orchis, die aus dem Griechischen stammende Bezeichnung für Knabenkräuter.
Nach Bateman et al. 2009 gehört diese Art als Galearis rotundifolia (Banks ex Pursh) R.M.Bateman zur Gattung Galearis innerhalb der der Subtribus Orchidinae.
Unterarten werden bei Galearis rotundifolia nicht unterschieden, es wurden allerdings beispielsweise zwei Farbformen beschrieben, die als Synonyme gelten. 
Weitere Synonyme für Galearis rotundifolia (Banks ex Pursh) R.M.Bateman sind: Habenaria rotundifolia (Banks ex Pursh) Richardson, Platanthera rotundifolia (Banks ex Pursh) Lindl., Ponerorchis rotundifolia (Banks ex Pursh) Soó, Orchis grandiflora B.Heyne ex Wall. nom. nud., Orchis rotundifolia var. lineata Mousley, Orchis rotundifolia f. angustifolia J.Rousseau, Orchis rotundifolia f. beckettii B.Boivin, Orchis rotundifolia f. lineata (Mousley) E.G.Voss, Amerorchis rotundifolia f. beckettii (B.Boivin) Hultén, Amerorchis rotundifolia f. lineata (Mousley) Hultén, Amerorchis rotundifolia f. immaculata Mazurski & Laur.P.Johnson, Amerorchis rotundifolia var. lineata (Mousley) W.J.Schrenk, Amerorchis rotundifolia f. rosea P.M.Br., Amerorchis rotundifolia f. wardii P.M.Br., Amerorchis rotundifolia f. angustifolia (J.Rousseau) P.M.Br.

## Nutzung
Das Rundblättrige Knabenkraut wird selten als Zierpflanze für Moorbeete genutzt.